# Gmina Nowogrodziec
Die Gmina Nowogrodziec [nɔvɔˈgrɔʥɛʦ] ist eine Stadt-und-Land-Gemeinde im Powiat Bolesławiecki der Woiwodschaft Niederschlesien in  Polen. Ihr Sitz ist die gleichnamige Stadt (deutsch Naumburg am Queis) mit etwa 4250 Einwohnern.
Sie gehört zur Euroregion Neiße.

## Geographie

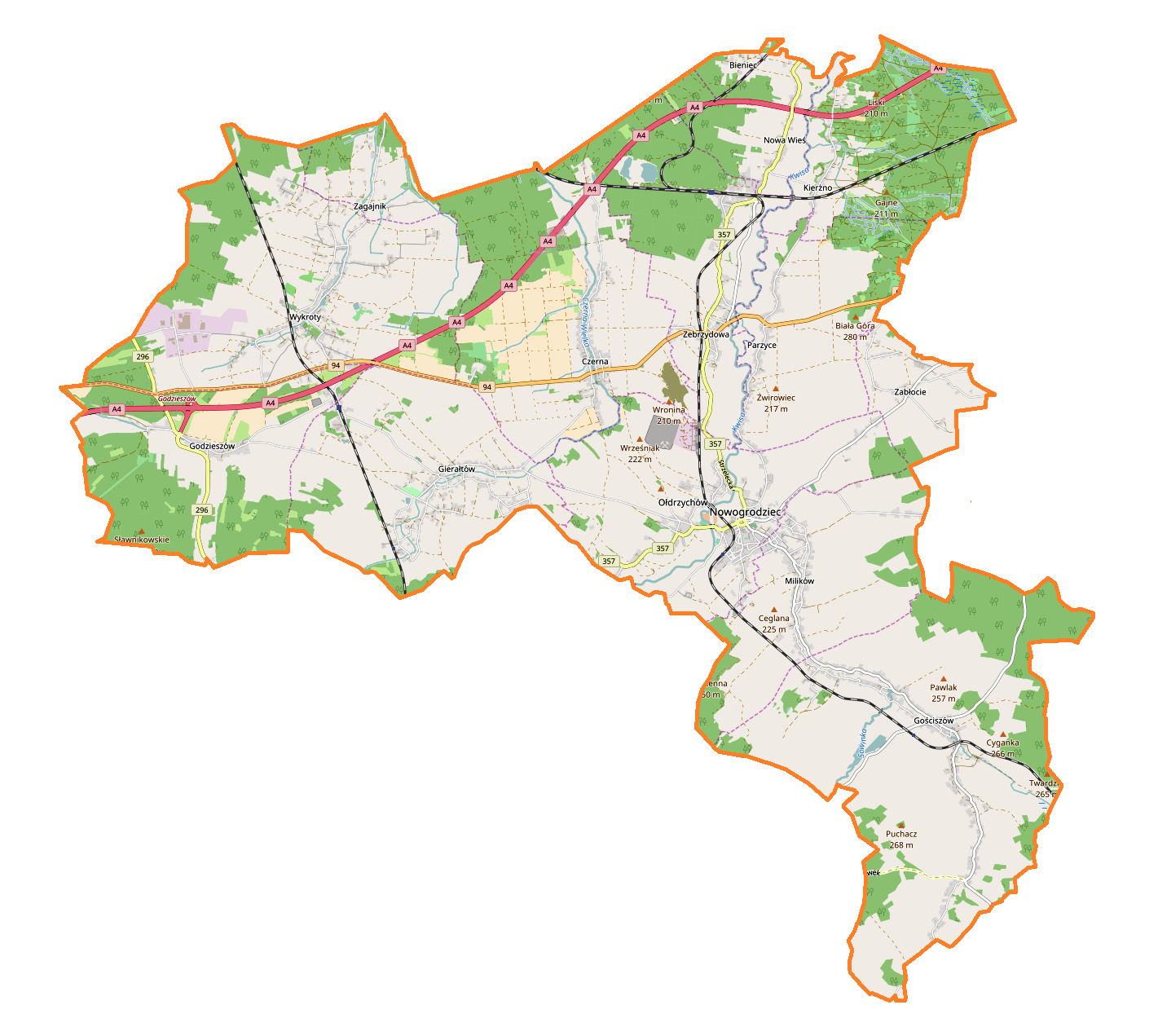
Karte der Gemeinde

Die Gemeinde liegt im Westen der Woiwodschaft. Breslau liegt etwa 125, die Kreisstadt Bolesławiec (Bunzlau) etwa 10 Kilometer östlich und Görlitz 15 Kilometer westlich. Nachbargemeinden sind Węgliniec im Nordwesten, Osiecznica im Nordosten, Bolesławiec im Osten, Lwówek Śląski im Südosten, Gryfów Śląski sowie Lubań im Süden und Pieńsk im Westen.
Die Landschaft gehört zur historischen Region Niederschlesien. Fließgewässer sind Kwisa (der Queis), Czerna Wielka (Große Tschirne) und Iwnica (Ivenitz).

## Geschichte
Die Landgemeinde wurde 1973 aus Gromadas gebildet und 1990/1991 mit der Stadtgemeinde zur Stadt-und-Land-Gemeinde zusammengelegt. Ihr Gebiet kam 1975 von der Woiwodschaft Breslau zur Woiwodschaft Jelenia Góra, der Powiat wurde aufgelöst. Zum 1. Januar 1999 kam die Gemeinde zur Woiwodschaft Niederschlesien und zum wieder errichteten Powiat Bolesławiecki.

## Gemeindepartnerschaft
- Großdubrau (Oberlausitz)

## Gliederung
Die Stadt-und-Land-Gemeinde Nowogrodziec umfasst neben Stadt zwölf Dörfer mit einem Schulzenamt (sołectwo); die Stadt wird ebenfalls von einem Schulzenamt verwaltet (deutsche Namen, amtlich bis 1945):
- Czerna (Tschirne, 1937–1945 Tonhain)
- Gierałtów (Gersdorf a. Queis)
- Godzieszów (Günthersdorf)
- Gościszów (Gießmannsdorf)
- Kierżno (Herrmannsdorf)
- Milików (Herzogswaldau)
- Nowa Wieś (Neundorf)
- Nowogrodziec (Naumburg am Queis)
- Parzyce (Paritz)
- Wykroty (Waldau/Oberlausitz)
- Zabłocie (Thiergarten)
- Zagajnik (Haidewaldau/Oberlausitz)
- Zebrzydowa (Siegersdorf)

Ein weiterer Ort ist die Siedlung Bieniec. – Das ehemalige Dorf Ołdrzychów (Ullersdorf a. Queis) ist seit 1959 ein Stadtteil von Nowogrodziec.

## Verkehr
Durch den Norden der Gemeinde führen die Autobahn A4 und die Landesstraße DK94. Die Woiwodschaftsstraßen DW357 und DW296 führen beide nach Lubań (Lauban).
Bahnanschluss besteht am Bahnhof Zebrzydowa und in Zagajnik an der Bahnstrecke Miłkowice–Jasień sowie in Gierałtów und Gierałtów Wykroty an der Bahnstrecke Lubań Śląski–Węgliniec.
Der nächste internationale Flughafen ist Breslau.

## Persönlichkeiten
- Hugo Emil Schober (1820–1882), Agrarwissenschaftler; geboren in Waldau
- Gertrud Bäumer (1873–1954), Frauenrechtlerin; lebte 1933–1945 in Gießmannsdorf
- Oskar von Boenigk (1893–1946), Jagdpilot im Ersten und Generalmajor im Zweiten Weltkrieg; geboren in Siegersdorf
- Hans Skirecki (1935–2016), Schriftsteller und Übersetzer; geboren in Siegersdorf.